# Hermúnduros

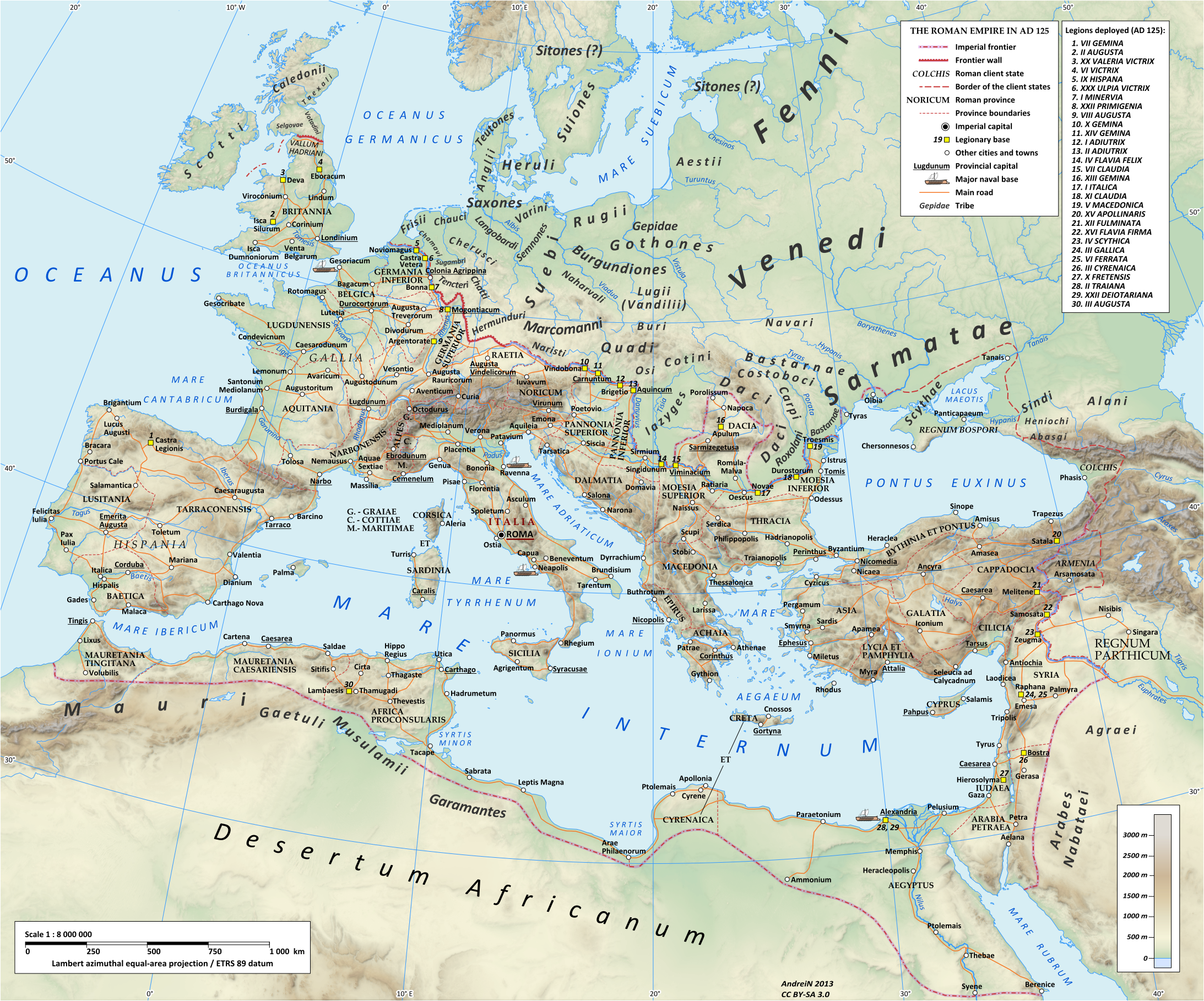
O Império Romano sob o imperador Adriano r., mostrando a localização dos hermnúnduros, no sudoeste da Alemanha.

Hermúnduros (em latim: Hermunduri), hermanduros (Hermanduri), hermúndulos (Hermunduli, hermônduros (hermonduri ou hermôndulos (Hermonduli) eram uma antiga tribo germânica, atestada pelo historiador romano Tácito e que, segundo o qual, ocuparam a área em torno do que agora corresponde à Turíngia, Saxônia, e o Norte da Baviera, no período compreendido entre o primeiro e terceiro século. Os turíngios podem ter sido os descendentes diretos dos Hermúnduros.

## História
Estrabão trata os Hermúnduros como um povo nômade suébio, que vive a leste do Elba.
Dião Cássio relata pela primeira vez que no ano 1, um romano chamado Domício (possivelmente Lúcio Domício Enobarbo.
"enquanto ainda governava os distritos ao longo do Íster [Danúbio], interceptou os Hermúnduros, uma tribo que para alguns razão ou outra havia deixado sua própria terra e vagava em busca de outra, e ele os havia estabelecido em uma parte do território marcomano".
Plínio, o mais velho, em sua História Natural, lista os Hermúnduros como uma das nações dos hermiões, todos descendentes da mesma linha de descendência de Mano. Na mesma categoria ele coloca catos, queruscos e suevos.
Em sua Germânia, Tácito descreve os hermúnduros depois de listar algumas das nações suevas, colocando-as perto do Danúbio e das nascentes do Elba: 
''Mais perto de nós está o estado hermúnduro (seguirei o curso do Danúbio como fiz antes do Reno), um povo leal a Roma. Consequentemente, eles, os únicos alemães, negociam não apenas nas margens do rio, mas no interior e na colônia mais florescente da província da Récia. Em todos os lugares, eles podem passar sem guarda; e enquanto às outras tribos exibimos apenas nossas armas e nossos acampamentos, a elas abrimos nossas casas e nossas sedes de campo, que não desejam. É em suas terras que nasce o Elba, famoso rio que conhecemos nos dias anteriores; agora só ouvimos falar dele.''
—Tac. Ger. 41
Em seus Anais, Tácito relata como o hermúnduro Vibílio em 18 a.C. liderou a derrubada do rei marcomano Catualda em favor de cato Vânio. Por volta de 50, aliado aos sobrinhos de Vânio, Vangião e Sidão, e lúgios, Vibíbio liderou a deposição de Vânio também. Em 58, os hermúnduros derrotaram os catos em uma disputa de fronteira por um rio de importância religiosa.
Os hermúnduros compartilhavam uma fronteira disputada com os quados, ao longo de um rio com reservas de sal próximas, possivelmente o Werra ou o Saale saxão. Os Hermúnduros venceram este conflito.
Quando Marco Aurélio morreu em 180, estava envolvido num conflito com uma aliança dos marcomanos, Hermúnduros, Sármatas e quados.
Alguns sugeriram que os remanescentes dos Hermúnduros passaram a se tornar os turíngios, argumentando que (-duri) poderia representar corrompido (-thuri) e o sufixo germânico -ing, sugere um significado de "descendentes de (o [Herman] duri)".

## Reis dos Hermúnduros
Vibíbio, c. 18 - c. 50